# Frederikshavn (municipio)
El municipio de Frederikshavn es un municipio (kommune) de Dinamarca en la región de Jutlandia Septentrional. Su capital y mayor localidad es la ciudad de Frederikshavn.
En el municipio de Frederikshavn se encuentra Grenen, la parte más norteña de Dinamarca (excluyendo las Islas Feroe y Groenlandia), donde se unen los estrechos del Skagerrak y el Kattegat. 
Los municipios con que hace frontera son Hjørring al este y Brønderslev al sur. El municipio insular de Læsø, en el Kattegat, tiene conexión con la ciudad de Frederikshavn por medio de transbordadores.
El actual municipio fue creado el 1 de enero de 2007 con la integración de los antiguos municipios de Frederikshavn, Skagen y Sæby. Con la reforma municipal de ese año, existió la posibilidad de que la isla de Læsø se integrara también a Frederikshavn; sin embargo, la isla se benefició de un acuerdo con este para permanecer políticamente independiente, aunque cediendo algunas funciones administrativas a Frederikshavn.

## Localidades
Frederikshavn tiene una población de 61.168 habitantes en el año 2012. La mayoría de ellos (53.398) reside en alguna de las 20 localidades urbanas (byer) del municipio, y 7.679 en localidades rurales (localidades con menos de 200 habitantes).
| Localidades más pobladas de Frederikshavn |               |                  |
| N.º                                       | Localidad     | Población (2012) |
| 1                                         | Frederikshavn | 23.295           |
| 2                                         | Sæby          | 8.843            |
| 3                                         | Skagen        | 8.347            |
| 4                                         | Strandby      | 2.377            |
| 5                                         | Ålbæk         | 1.555            |
| 6                                         | Østervrå      | 1.364            |
| 7                                         | Elling        | 1.220            |
| 8                                         | Kilden        | 869              |
| 9                                         | Dybvad        | 678              |
| 10                                        | Gærum         | 662              |